# 744

## Nașteri
- 3 august: Muhammad al-Mahdi ibn al-Mansur  (d. 785)

## Decese
- Hildeprand, rege al longobarzilor în 744 (n. ?)
- Liutprand, rege al longobarzilor din Italia din 712 (n. ?)